# نقره و طلا (آلبوم نیل یانگ)
«نقره و طلا» (به انگلیسی: Silver & Gold) آلبومی از هنرمند اهل کانادا نیل یانگ است که در سال ۲۰۰۰ میلادی منتشر شد.